# Xã Hanover, Quận Lehigh, Pennsylvania
Xã Hanover (tiếng Anh: Hanover Township) là một xã thuộc quận Lehigh, tiểu bang Pennsylvania, Hoa Kỳ. Năm 2010, dân số của xã này là 1.571 người.